# Hallines
Hallines és un municipi francès situat al departament del Pas de Calais i a la regió dels Alts de França. L'any 2007 tenia 1.365 habitants.

## Demografia

### Població
El 2007 la població de fet de Hallines era de 1.365 persones. Hi havia 489 famílies de les quals 95 eren unipersonals (28 homes vivint sols i 67 dones vivint soles), 134 parelles sense fills, 197 parelles amb fills i 63 famílies monoparentals amb fills.
La població ha evolucionat segons el següent gràfic:
Habitants censats

### Habitatges
El 2007 hi havia 513 habitatges, 491 eren l'habitatge principal de la família, 1 era una segona residència i 21 estaven desocupats. 500 eren cases i 12 eren apartaments. Dels 491 habitatges principals, 365 estaven ocupats pels seus propietaris, 120 estaven llogats i ocupats pels llogaters i 6 estaven cedits a títol gratuït; 1 tenia una cambra, 10 en tenien dues, 41 en tenien tres, 120 en tenien quatre i 319 en tenien cinc o més. 379 habitatges disposaven pel capbaix d'una plaça de pàrquing. A 224 habitatges hi havia un automòbil i a 204 n'hi havia dos o més.

### Piràmide de població
La piràmide de població per edats i sexe el 2009 era:
| Homes | Edats   | Dones |
| ----- | ------- | ----- |
| 0     | 95 o +  | 0     |
| 0     | 90 a 94 | 4     |
| 8     | 85 a 89 | 16    |
| 4     | 80 a 84 | 8     |
| 20    | 75 a 79 | 8     |
| 12    | 70 a 74 | 20    |
| 32    | 65 a 69 | 44    |
| 28    | 60 a 64 | 24    |
| 20    | 55 a 59 | 20    |
| 24    | 50 a 54 | 32    |
| 56    | 45 a 49 | 48    |
| 80    | 40 a 44 | 68    |
| 44    | 35 a 39 | 56    |
| 48    | 30 a 34 | 40    |
| 64    | 25 a 29 | 60    |
| 28    | 20 a 24 | 20    |
| 92    | 15 a 19 | 60    |
| 60    | 10 a 14 | 68    |
| 84    | 5 a 9   | 52    |
| 40    | 0 a 4   | 36    |

## Economia
El 2007 la població en edat de treballar era de 908 persones, 597 eren actives i 311 eren inactives. De les 597 persones actives 514 estaven ocupades (315 homes i 199 dones) i 83 estaven aturades (40 homes i 43 dones). De les 311 persones inactives 67 estaven jubilades, 115 estaven estudiant i 129 estaven classificades com a «altres inactius».

### Ingressos
El 2009 a Hallines hi havia 499 unitats fiscals que integraven 1.346 persones, la mediana anual d'ingressos fiscals per persona era de 15.602 €.

### Activitats econòmiques
Dels 15 establiments que hi havia el 2007, 1 era d'una empresa de fabricació d'altres productes industrials, 6 d'empreses de construcció, 2 d'empreses de comerç i reparació d'automòbils, 1 d'una empresa immobiliària, 1 d'una empresa de serveis, 2 d'entitats de l'administració pública i 2 d'empreses classificades com a «altres activitats de serveis».
Dels 8 establiments de servei als particulars que hi havia el 2009, 1 era un taller de reparació d'automòbils i de material agrícola, 1 guixaire pintor, 1 fusteria, 1 lampisteria, 1 electricista, 1 empresa de construcció i 2 perruqueries.
L'únic establiment comercial que hi havia el 2009 era una carnisseria.
L'any 2000 a Hallines hi havia 4 explotacions agrícoles.

## Equipaments sanitaris i escolars
L'únic equipament sanitari que hi havia el 2009 era una farmàcia.
El 2009 hi havia 1 escola maternal i 1 escola elemental.

## Poblacions més properes
El següent diagrama mostra les poblacions més properes.